# Frikyrkorörelse
Frikyrkorörelse blev ett begrepp när Svenska kyrkan var en statskyrka och andra trossamfund fick laglig rätt att existera, från att tidigare varit förbjudna. Se Konventikelplakatet.
Mer specifikt har det dock använts om de lågkyrkliga protestantiska trosriktningar som växte fram som alternativ till den högkyrkliga Svenska kyrkan under väckelserörelserna under 1700- och 1800-talen.
Eftersom Sverige ända fram till 2000 hade en statskyrka var samfundslivet bland kristna i Sverige något säreget. Det rådde en uppdelning mellan statskyrka och frikyrka. I andra länder har i allmänhet andra distinktioner gjorts mellan samfunden. Begreppet frikyrka har därför på senare tid återgått till en mer ursprunglig, och mer internationellt gångbar, definition där frikyrka innebär en kyrka i vilken medlemskap endast kan ingås genom medvetet beslut, av "fri vilja".